# Mogadiscio Municipality FC
El Mogadiscio Municipality, conocido también como Municipality, es un equipo de fútbol de Somalia que juega en la Cuarta División de Somalia, la cuarta liga de fútbol más importante del país.

## Historia
Fue fundado en la capital Mogadiscio y es el equipo que representa a la Municipalidad de Mogadiscio en fútbol en Somalia. Han sido campeones de la Primera División de Somalia en 3 ocasiones, aunque no juegan en la máxima categoría desde el año 1995.
A nivel internacional han participado en dos torneos continentales, el primero de ellos fue la Copa Africana de Clubes Campeones 1987, en la cual fue eliminado en la primera ronda por el Panthères Noires de Ruanda.

## Palmarés
- Primera División de Somalia: 3

1975, 1986, 1989

## Participación en competiciones de la CAF
| Temporada | Torneo                            | Ronda      | Club                 | Casa | Visita | Global |
| --------- | --------------------------------- | ---------- | -------------------- | ---- | ------ | ------ |
| 1987      | Copa Africana de Clubes Campeones | 1          | Panthères Noires     | 1-0  | 0-2    | 1-2    |
| 1990      | Copa Africana de Clubes Campeones | Preliminar | St Louis Suns United | 1-0  | 2-4    | 3-4    |